# Dragojevac (Vladimirci)
Dragojevac (Vladimirci) (em cirílico: Драгојевац) é uma vila da Sérvia localizada no município de Vladimirci, pertencente ao distrito de Mačva, na região de Mačva. A sua população era de 680 habitantes segundo o censo de 2011.

## Demografia
| 1948 | 1953 | 1961 | 1971 | 1981 | 1991 | 2002 | 2011 |
| ---- | ---- | ---- | ---- | ---- | ---- | ---- | ---- |
| 1237 | 1221 | 1114 | 1043 | 979  | 910  | 862  | 680  |